# Église Notre-Dame de Saubens
 (juillet 2023).
Si vous disposez d'ouvrages ou d'articles de référence ou si vous connaissez des sites web de qualité traitant du thème abordé ici, merci de compléter l'article en donnant les références utiles à sa vérifiabilité et en les liant à la section « Notes et références ».
L’église Notre-Dame de Saubens fut fondée à la fin du XIIe siècle par les Bénédictins de la Daurade de Toulouse. De style roman, elle est classée monument historique.

## Histoire et description
Les parties les plus anciennes sont le chevet et le clocher romans du XIIe siècle. La nef et les bas-côtés semblent dater des XVIIe et XIXe siècles. De nombreux travaux ont été entrepris en 1816, 1836 et 1892. Les travaux de 1892, réalisés selon les plans de Romestier, ont abouti à la construction du clocher-mur du porche d'entrée et sans doute à la modification des bas-côtés. En 1901, des ouvertures sont percées pour installer les vitraux actuels. Selon la tradition locale, le décor peint, réalisé au pochoir, aurait été réalisé par l'abbé Joseph Colombe. Les bas-côtés ont des décors à motif géométrique pour le soubassement et petites arcatures surmontées de décors floraux pour les murs. Chaque élément architectural est souligné par un motif différent
Comme celui de beaucoup d’églises romanes, le plan initial de l’église de Saubens dérive de la basilique romaine : une abside semi-circulaire à voûte en cul-de-four, précédée d’une travée rectangulaire constituent le chœur, prolongé par une nef unique rectangulaire. Les chapelles et la sacristie seront ajoutées plus tard à l’église.
Jusqu'à la moitié du XIXe siècle, l’église était entourée de son cimetière.
L’église classée monument historique depuis 1995, construite en grès tendre du lit de Garonne, est l’une des rares conservées dans la plaine de la Garonne. Tout autour de l’abside, une corniche de modillons permet de reconnaître, quoiqu’usés, outre le modillon à copeau, une tête de démon aux oreilles pointues, un oiseau ouvrant ses ailes, des personnages accroupis et la femme au serpent, symbole de luxure.
Le clocher-mur actuel abrite une cloche de 1473, classée monument historique depuis 1914, décorée de trois bas-reliefs représentant le Christ en pitié, une Vierge à l’enfant, et saint Michel terrassant le démon ; sous un bandeau de feuilles triangulaires, l’inscription : « je fus faite au temps de noble Bernard de Gramont et noble Castelmaricitart seigneur et dame de Saubens » on peut également voir un sceau avec une cloche et un écusson, une cordelière guillochée ornée de roses et l’inscription AVE MARIA.
Au moment de la Révolution, l’église est devenue, comme bien d’autres, « Temple de la Raison », la cloche est descendue pour être fondue mais ne sera pas transformée en canon. Au début du XIXe siècle, l’église rendue au culte est en bien mauvais état.
Au début du XXe siècle, un prêtre de la paroisse, l’abbé Colombe, peint entièrement au pochoir les murs intérieurs de l’édifice : nef et chapelles. Ces peintures ont été restaurées avec l’aide de l'école des Beaux-Arts de Toulouse et fait l’objet d’une inscription aux monuments historiques.